# Piasecki H-25
Il Piasecki H-25 Army Mule, designazione aziendale Piasecki HUP Retriever, fu un elicottero leggero multiruolo birotore sviluppato dall'azienda aeronautica statunitense Piasecki Helicopter (successivamente Boeing Vertol) nei tardi anni quaranta.  Progettato secondo le specifiche della Marina degli Stati Uniti, l'elicottero è stato prodotto dal 1949 al 1954 ed è stato utilizzato anche dall'esercito degli Stati Uniti e dalle marine straniere. L'HUP/H-25 è stato il primo elicottero ad essere prodotto con un pilota automatico e anche il primo ad eseguire un loop.

## Sviluppo
Il progetto era il prodotto di un concorso della Marina degli Stati Uniti nel 1945 per un elicottero compatto di utilità/salvataggio per operare tra unità navali. I prototipi – designati PV-14 dalla fabbrica e XHJP-1 dalla Marina – furono costruiti e sottoposti a una valutazione di volo fianco a fianco contro i tre prototipi del Sikorsky XHJS-1; tuttavia, l'XHJS era fondamentalmente una versione ingrandita del Sikorsky H-5, e il peso e le dimensioni aumentati amplificavano i problemi del progetto con il mantenimento del peso e dell'equilibrio adeguati in condizioni di carico variabili.
Il Piasecki vinse la competizione, e con l'introduzione della lettera di configurazione dell'aereo "U" per Utility negli anni '50, l'elicottero fu ordinato per la produzione come HUP-1. Il progetto prevedeva due rotori tripala da 11 m di diametro in tandem in cui le pale potevano essere ripiegate per l'hangaraggio; il diametro relativamente piccolo del rotore consentiva all'elicottero di utilizzare gli elevatori delle portaerei con le pale completamente estese. La configurazione del rotore sovrapposto in tandem è stata uno sviluppo di Piasecki ed è stata utilizzata nei successivi progetti di elicotteri dalla società e dai successori tra cui H-21, HRB-1/CH-46 e CH-47. 
L'HUP-1 originale era alimentato da un singolo motore radiale Continental R-975-34, con una potenza al decollo di 525 CV (391 kW), mentre le versioni successive utilizzavano l'R-975-42 potenziato o l'R-975-46A con 550 CV (410 kW). Per facilitare le operazioni di ricerca e soccorso (SAR), l'elicottero era dotato di un verricello sopraelevato in grado di sollevare 400 libbre (181 kg), che poteva abbassare un'imbracatura di salvataggio attraverso una porta ad azionamento elettrico disponibile dopo che il sedile del copilota era stato ripiegato in avanti.
Durante una dimostrazione di volo della sua capacità di resistere a un'elevata forza g, il modello è diventato il primo elicottero a eseguire un loopin o giro della morte, anche se involontariamente.

## Impiego operativo
L'elicottero entrò in servizio per la prima volta nel febbraio 1949 con la consegna del primo dei 32 velivoli HUP-1 alla US Navy. Il migliorato HUP-2 (designazione Piasecki PV-18) fu presto introdotto con un motore più potente, l'eliminazione delle alette stabilizzatrici orizzontali inclinate verso l'interno e vari piccoli cambiamenti nell'equipaggiamento; una sottovariante dotata di sonar a immersione per la guerra antisommergibile, ricevette la designazione HUP-2S.
L'HUP-2 è stato il primo elicottero di serie dotato di pilota automatico. La US Navy ha anche testato un sistema di radionavigazione chiamato Raydist che permetteva di dirigere un HUP-2 senza equipaggio da una stazione di terra e di ordinargli via radio di librarsi entro cinque piedi (1,5 m) dal punto desiderato. La EDO Aircraft Corporation (una compagnia mericana specializzata nella costruzione di galleggianti per aeromobili)  ha testato un HUP-2 con scafo in fibra di vetro e galleggianti stabilizzatori per operazioni anfibie. Una versione aggiornata dell'HUP-2 fu costruita per l'esercito degli Stati Uniti e designata come H-25A Army Mule, ma la maggior parte fu rapidamente ritirata dal servizio militare e convertita per uso navale con la designazione HUP-3.
Nel 1954, la Royal Canadian Navy ricevette tre ex velivoli H-25A dell'esercito americano, che furono modificati e ribattezzati alla consegna per conformarsi agli standard HUP-3 della US Navy. L'elicottero è stato utilizzato a bordo dell'HMCS Labrador per la ricerca e il salvataggio e vari compiti di utilità, e successivamente è stato utilizzato per supportare la costruzione nei siti radar della Distant Early Warning Line. Gli elicotteri sono stati successivamente inviati alla NAF Patricia Bay e alla stazione aerea navale HMCS Shearwater; dopo che gli ultimi due furono cancellati dall'inventario il 18 gennaio 1964, un velivolo fu donato a una scuola tecnica e gli altri due furono venduti come surplus.
La designazione H-25 dell'esercito americano è stata adottata dalla Marina degli Stati Uniti nel 1962  con l'introduzione del sistema di designazione degli aerei Tri-Service degli Stati Uniti del 1962. Le ultime unità furono ritirate dal servizio statunitense nel 1964. Servì anche con l'aviazione navale francese (Aeronavale) dal 1953 al 1965. Un totale di 339 velivoli sono stati consegnati durante il ciclo di produzione di 6 anni. Un gran numero di velivoli della US Navy in eccedenza apparve successivamente nel registro civile degli Stati Uniti, e almeno sette furono trasferiti alla Marina francese.
Il 7 novembre 2009, l'ex US Navy HUP-1, BuNo 124925, numero di registrazione civile N183YP,  si è scontrato con linee elettriche ad alta tensione ad Adelanto, in California; il successivo incidente e il fuoco post-incidente hanno ucciso tutti e 3 gli occupanti e danneggiatogravemente l'elicottero. che operavo in associazione con la Classic Rotors. L'NTSB (il National Transportation Safety Board) ha attribuito l'incidente a un errore umano.

## Versioni
XHJP-1     Prototipo, alimentato da un motore a pistoni Continental R-975-34 da 525 CV (391 kW), dotato di grandi alette terminali inclinate sugli stabilizzatori orizzontali. La designazione Piasecki-Vertol era PV-14. Due o tre esemplari prodotti.
HUP-1     Elicottero da trasporto di utilità e ricerca e salvataggio per la Marina degli Stati Uniti, in gran parte simile a XHJP-1, la designazione Piasecki era PV-18. 32 costruiti.
HUP-2     Versione migliorata,  con motore a pistoni Continental R-975-42 da 550 CV (410 kW), alette stabilizzatrici orizzontali eliminate. 165 esemplari costruiti per la US Navy, 15 per l'Aeronavale francese. Ridesignati come UH-25B  nel 1962. 
HUP-2S     Versione da guerra antisommergibile dell'HUP-2 dotata di sonar a immersione. 12 costruiti.
HUP-3     Conversione utility navale di velivoli H-25A trasferiti dall'esercito americano: 50 alla US Navy, 3 alla Royal Canadian Navy.
H-25A  Army Mule   Elicottero da trasporto utility per l'esercito americano, simile all'HUP-2 ma alimentato da un motore a pistoni Continental R-975-46A da 550 CV (410 kW) e dotato di grandi porte, comandi potenziati e pavimenti rinforzati.  70 esemplari furono consegnati dal 1953, ma non erano adatti per l'uso in prima linea,  con 53 trasferiti alla Royal Canadian e US Marines nel 1954-1955, e gli elicotteri rimanenti utilizzati per l'addestramento, ritirati dal servizio militare entro il 1958.
UH-25B     HUP-2 ribattezzato dopo il 1962. 
UH-25C     HUP-3 ribattezzato dopo il 1962.

## Utilizzatori

### Militari
Canada
- Royal Canadian Navy

 Francia
- Marine nationale
  - Aéronautique navale

 Stati Uniti
- United States Navy
- United States Army